# Murus gallicus

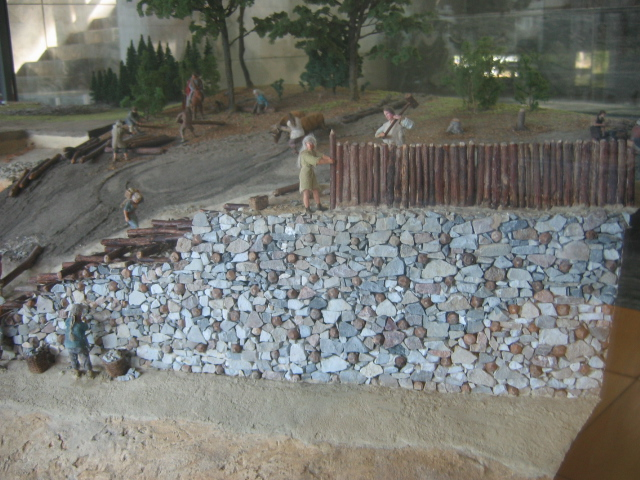
Ricostruzione di murus gallicus a Bibracte.

Il Murus gallicus è un metodo di costruzione di fortificazioni difensive usato dalle popolazioni celtiche, soprattutto della Gallia (e diffusasi in seguito in buona parte dell'Europa occidentale) fin dall'Età del ferro, per proteggere i loro antichi dunon (chiamati invece oppidum dai romani) del periodo di La Tène.

## Struttura

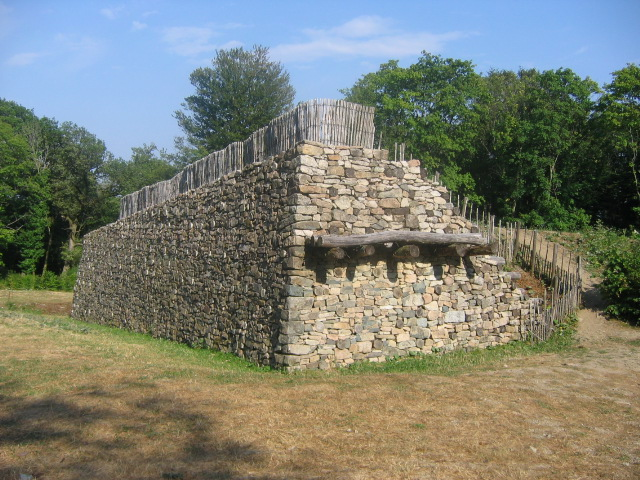
Ricostruzione a Bibracte dell'antico Murus gallicus.

Così viene descritto da Cesare nel suo De bello Gallico:
(Gaio Giulio Cesare, De bello Gallico, VII, 23.)

## Tipologie
In archeologia il murus gallicus è diviso in tre tipi:
- murus gallicus vero e proprio;

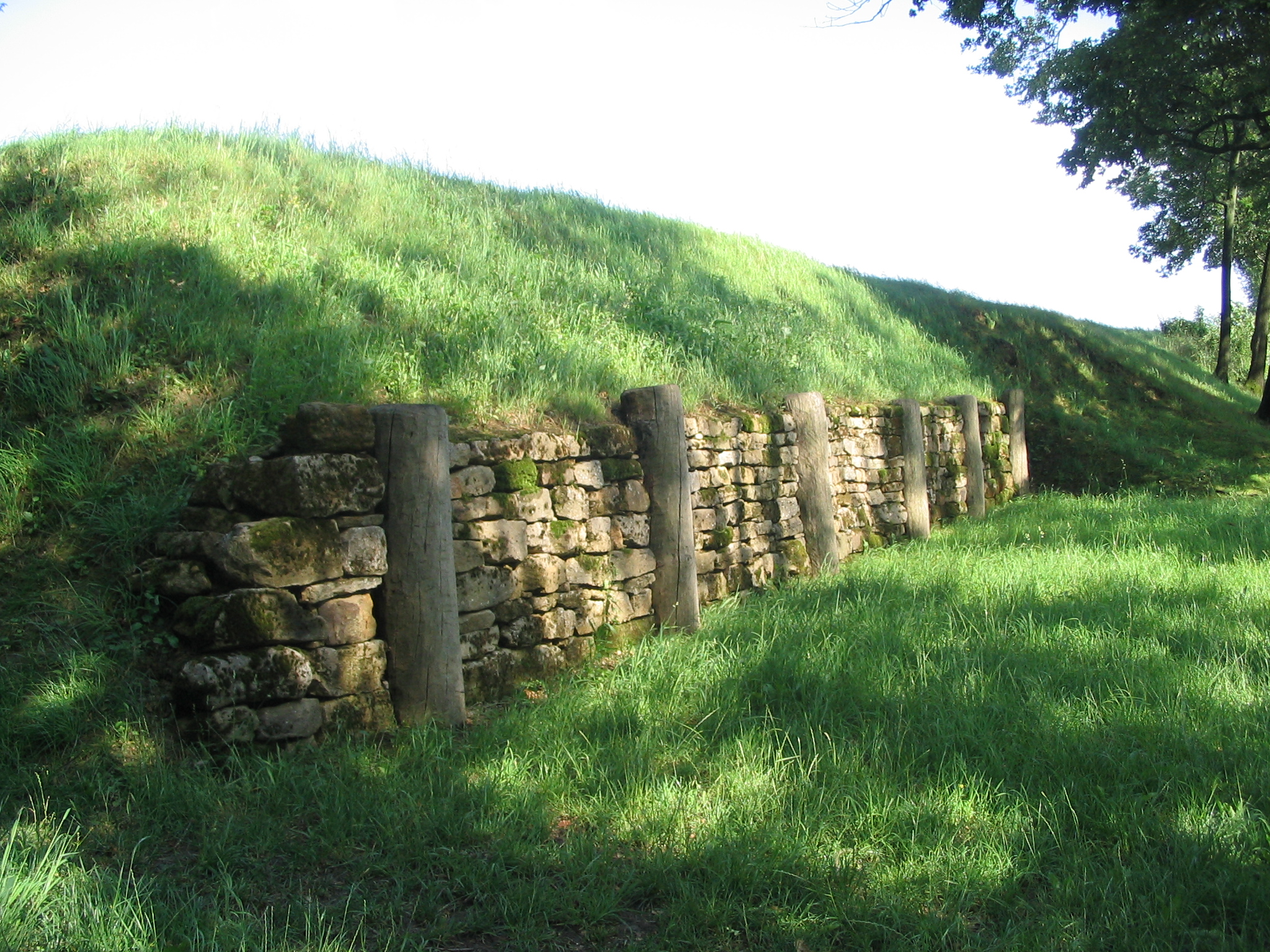
Ricostruzione del muro tipo Pfostenschlitzmauer a Burgstall (Finsterlohr)

- muro Fécamp, diffuso nella Gallia Belgica e costituito da un vallo di terra battuta sormontato da una palizzata e preceduto da un ampio fossato;
- Pfostenschlitzmauer, diffuso in Gallia orientale e Germania meridionale, simile al murus gallicus ma con i pali verticali in vista.